# John Bishop (Schlagzeuger)
John Bishop (* 5. April 1969 in Seattle) ist ein amerikanischer Jazzmusiker (Schlagzeug) und Musikproduzent.

## Leben und Wirken
Bishop wuchs zunächst in Deutschland, dann in Washington, D.C., San Antonio und Eugene auf. Mit neun Jahren begann er in Washington, D.C., beim Patriots Drum Corps zu trommeln. Während seiner Schulzeit spielte er in mehreren Bands Schlagzeug und nahm Unterricht bei Mel Brown. Er studierte an der University of Oregon und an der North Texas State University.
Seit 1981 arbeitet Bishop von Seattle aus. In den 1980er Jahren war er Mitglied der Fusionband Blue Sky, die zwei Top-10-Alben veröffentlichte und zahlreiche Konzerte gab. 20 Jahre lang wirkte er mit dem Pianisten Marc Seales und dem Bassisten Doug Miller im Klaviertrio New Stories, das vier eigene Alben veröffentlichte, sowie sechs mit dem Saxophonisten Don Lanphere und eine Grammy-nominierte Veröffentlichung mit Mark Murphy. Zudem begleitete er Musiker wie Lee Konitz, Slide Hampton, Benny Golson, George Cables, Bobby McFerrin, Jack Sheldon, Bobby Hutcherson, Dr. Lonnie Smith, Sonny Fortune, Herb Ellis, Buddy DeFranco, Jerry Bergonzi, Carla Bley, Ernestine Anderson oder Larry Coryell. Mit dem Saxophonisten Rick Mandyck und dem Bassisten Jeff Johnson legte er 2006 unter eigenem Namen das Album Nothing if Not Something vor.
Gemeinsam mit Jeff Johnson gehörte Bishop 15 Jahre lang zum Trio des Pianisten Hal Galper. Mit Johnson begleitet er auch Chano Domínguez und ist Teil von John Stowells Trio „Scenes“. Seit 2010 ist er zudem Mitglied des Chad McCullough / Bram Weijters Quartet. Mit Weijters und Pit Verbiest entstand unter eigenem Namen das Album Antwerp (2023). Bisher wirkte er auf mehr als 100 Alben mit.
1997 gründete Bishop zudem das Label Origin Records, wo er bisher mehr als 750 Tonträger von 370 Jazzmusikern veröffentlichte. 2002 ergänzte er es um das Klassiklabel OA2 Records. Für die Produktionen entwarf er zumeist die CD-Hüllen und weitere Grafiken. Er gehörte zum Board of Governors des Chapter Pacific Northwest der National Academy of Recording Arts and Sciences und nimmt regelmäßig an Musikkonferenzen und -veranstaltungen wie MIDEM, der Grammy-Verleihung und Jazzahead teil.
Bishop lehrte außerdem zwischen 2005 und 2009 an der University of Washington.

## Preise und Auszeichnungen
Bishop wurde 2008 in die Seattle Jazz Hall of Fame aufgenommen und 2019 von der Jazz Journalists Association zum „Jazz Hero“ ernannt.